# 비글

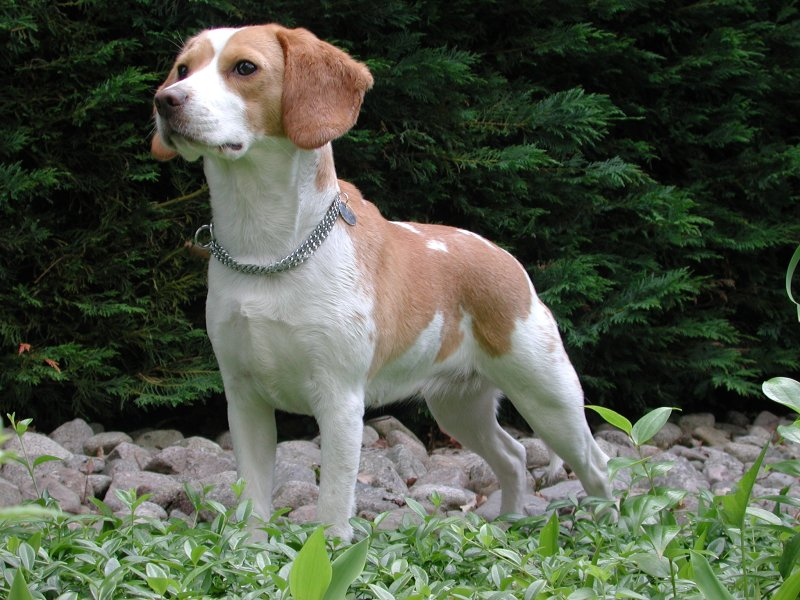
20세기부터 개량된 비글의 품종

비글(영어: Beagle)은 개 품종의 하나이다. 외모는 억세어 보이며, 몸에 군더더기 살이 없고, 짧은 털이 빽빽하게 나 있다. 머리는 넓적하고, 귀는 부드러우며 길쭉하다. 체중은 약 8~14kg이다 그리고 작은비글은 4~5kg정도이다. 크기에 따라 두 종류로 나뉘는데, 포켓비글 종류는 어깨높이가 33cm이고, 다른 종류는 33-40cm로 그보다 크다.
17세기 영국에서 오늘날의 품종으로 개량했다. 냄새를 잘 맡아 토끼 사냥에 쓰이기도 한다. 민첩하고 붙임성이 있으나, 쉽게 훈련시킬 수 없어 애완용으로는 그리 적합하지 않아 전통적으로 사냥용으로 쓰였다. 최근에는 후각이 예민한 특성을 이용해 마약탐지견으로 활용하고 있다.

## 역사
옛날부터 사냥개로 쓰여온 개의 품종이며, 17세기에 지금의 이름이 붙여졌다. 20세기 이전까지만해도 귀와 주둥이가 길었다. 20세기에 오면서 오늘날의 비글과 같이 주둥이와 귀가 짧아짐과 함께 애완용으로 기르기도 한다.

## 활용
오래전부터 사냥개로 쓰인 개의 품종이다. 실험용 쥐가 쓰이기 전에는 실험용 동물로 사용되어 왔다. 최근에는 애완용으로 길들이기도 한다. 후각이 좋은 개 품종이여서 다른 마약탐지견과 같이 다양한 마약의 냄새를 기억하고 찾는데에 쓰인다.

## 주요 유의 질병
외이염, 백내장, 뇌전증, 비만 허리 디스크, 방광암 등이 있다.

## 기타
- 비글을 키우기에는 비글이 뛰어놀수 있는 넓은 놀이공간 등을 확보하고 있는 단독주택이 적합하다. 비글의 활동량은 다른 개들보다 월등히 높기 때문에 아파트나 다세대주택 등 막힌 공간에서 키우기는 어렵다.

- 느긋한 성질을 가졌으며 쾌활하고 명랑한 응석꾸러기 같은 성품을 가지고 있다. 또 자기가 생각한 대로 행동을 하며, 독립적인 탓에 사람의 말에 잘 복종하지 않는다.[1]

## 대중 문화

### 만화
- 가필드와 동거하는 개 오디의 품종이다.
- 겁쟁이 강아지 커리지의 주인공인 커리지의 품종이다.
- 스머프에 나오는 퍼피의 품종
- 쥬얼 펫에 나오는 쥬얼 펫중 하나인 유크의 품종이다.

### 영화
- 영화 캣츠앤독스시리즈의 주인공이 키우는 개의 품종이다.
- 개를 영웅으로한 영화 언더독에서 나오는 개의 품종이다.

### 게임
- 닌텐독스닥스훈트&친구들 편에서 비글이 나왔다.

## 참고 자료
- 이 문서에는 다음커뮤니케이션(현 카카오)에서 GFDL 또는 CC-SA 라이선스로 배포한 글로벌 세계대백과사전의 내용을 기초로 작성된 글이 포함되어 있습니다.